# Mouchette
Mouchette (br Mouchette, a Virgem Possuída, ou Mouchette - A Virgem Possuída; pt Mouchette) é um filme francês dirigido por Robert Bresson lançado no ano de 1967, com roteiro adaptado do romance Nouvelle Histoire de Mouchette, de Georges Bernanos.
Considerado por muitos uma das obras-primas de Robert Bresson, ganhou o prêmio Georges Meliès de 1967 e o prêmio do sindicato da crítica francesa em 1968. No Festival de Cannes de 1967, recebeu o Prêmio OCIC. Rendeu ainda o Prêmio Pasenetti para o diretor Robert Bresson em 1967, em Veneza.

## Sinopse
Mouchette (Nadine Nortier) é uma jovem garota que vive uma vida difícil numa pequena cidade, sua mãe está muito doente e ela tem que cuidar de seu irmão recém nascido, além dos maus tratos que sofre do pai e é ignorada pela sua professora e colegas. Após se perder na floresta e passar uma noite lá, ela presencia um aparente assassinato e o suposto assassino tenta usa-la como álibi.